# Frank Oz
Richard Frank Oznowicz, más conocido como Frank Oz (Hereford, Inglaterra, 25 de mayo de 1944), es un director de cine, actor y titiritero británico nacionalizado estadounidense.

## Biografía
Nació en Hereford, Reino Unido de padres, el polaco-neerlandés y ella belga. Su padre era judío y su madre católica. Oz se trasladó a California, Estados Unidos con sus padres cuando tenía cinco años.
Oz comenzó sus trabajos con títeres a los 12 años. Se unió al equipo de Jim Henson de titiriteros siete años después y llegó a ser gradualmente el colaborador más cercano de Henson, en las series de televisión para niños Sesame Street, Los Muppets y sus películas. Así pues Oz es quien ha dado vida a personajes tan entrañables como la cerdita Miss Piggy, el oso Fozzie, Beto, Archibaldo y el Monstruo de las galletas, entre otros.
Ha dirigido varios largometrajes, entre ellos codirigió la película de fantasía The Dark Crystal (1982).
Preparado para extenderse más allá del mundo de The Muppets, realizó una nueva versión musical estilizada de Little Shop of Horrors (1986), que probó su brío como cineasta. Desde entonces ha dirigido comedias más convencionales como Dirty Rotten Scoundrels (1988), ¿Qué pasa con Bob? (1991), y Esposa por sorpresa (1992).
Oz hizo algunos cameos en cuatro películas de John Landis: The Blues Brothers (1980), Un hombre lobo americano en Londres (1981), Trading Places (1983) y Espías como nosotros (1985).
Otro de sus trabajos más conocidos fue dar vida a Yoda, el sabio Maestro Jedi de Star Wars, a quien Frank Oz daba voz y movimiento (en los Episodios V y VI, en el Episodio I trabajó con un modelo más joven de Yoda, Episodio II y III se creó digitalmente).

## Filmografía
Algunos de sus trabajos más destacados son

### Como actor
- 1980 - The Blues Brothers
- 1980 - Star Wars: Episodio V - El Imperio contraataca (marioneta y voz de Yoda)
- 1981 - Un hombre lobo americano en Londres
- 1982 - Cristal oscuro (voz)
- 1983 - Trading Places
- 1983 - Star Wars: Episodio VI - El retorno del jedi (voz de Yoda)
- 1985 - Espías como nosotros
- 1986 - Labyrinth (Dentro del laberinto) (voz)
- 1992 - The Muppet Christmas Carol (voz)
- 1998 - Blues Brothers 2000
- 1999 - Star Wars: Episodio I - La amenaza fantasma (voz de Yoda)
- 2001 - Monsters, Inc. (voz de Monstruo con Gafas)
- 2002 - Star Wars: Episodio II - El ataque de los clones (voz de Yoda)
- 2005 - Zathura (voz del Robot)
- 2005 - Star Wars: Episodio III - La venganza de los Sith (voz de Yoda)
- 2013 - Sexy's
- 2014 - Star Wars Rebels (voz de Yoda)
- 2017 - Star Wars: Episodio VIII - Los últimos Jedi (voz de Yoda)
- 2019 - Knives Out
- 2024 - Inside Out 2 (voz de policía mentalero Dave)

### Como director
- 1982 - Cristal oscuro
- 1984 - The Muppets Take Manhattan
- 1986 - La tienda de los horrores
- 1988 - Dirty Rotten Scoundrels
- 1991 - ¿Qué pasa con Bob?
- 1992 - Esposa por sorpresa
- 1995 - The Indian In The Cupboard
- 1997 - In & Out
- 1999 - Bowfinger
- 2001 - The Score
- 2004 - Las mujeres perfectas
- 2007 - Un funeral de muerte